# Teri Garr
Teri Garr, właśc. Terry Ann Garr  (ur. 11 grudnia 1944 w Lakewood, zm. 29 października 2024 w Los Angeles) – amerykańska aktorka, piosenkarka, komiczka, artystka głosowa i tancerka.
Była nominowana do Oscara dla najlepszej aktorki drugoplanowej i Nagrody Brytyjskiej Akademii Filmowej dla najlepszej aktorki drugoplanowej za rolę studentki aktorstwa Sandy Lester w komedii romantycznej Sydneya Pollacka Tootsie (1982).

## Życiorys
Urodziła się w Los Angeles w Kalifornii. Wczesne lata spędziła w Lakewood w Ohio, na przedmieściach na zachód od Cleveland. Jej ojciec , Eddie Garr, właśc. Edward Leo Gonnoud, był artystą wodewilowym, komikiem i aktorem, którego kariera osiągnęła szczyt, gdy na krótko objął główną rolę na Broadwayu w spektaklu Tobacco Road. Jej matka, Phyllis Lind Garr (z domu Emma Schmotzer), była tancerką Rockette, garderobianą i modelką. Jej ojciec był pochodzenia irlandzkiego, a jej dziadkowie ze strony matki byli austriackimi imigrantami. Miała dwóch starszych braci, Eda i Phila. Kiedy Garr była młoda, rodzina na krótko przeniosła się do New Jersey, a następnie osiedliła się w Los Angeles. Kiedy Garr miała 11 lat, jej ojciec zmarł na atak serca. 
Garr ukończyła North Hollywood High School i przez dwa lata uczęszczała do San Fernando Valley State College (obecnie California State University w Northridge), po czym porzuciła szkołę i przeniosła się do Nowego Jorku, aby dalej zajmować się aktorstwem. Studiowała w Actors Studio i nowojorskiej szkole wyższej Lee Strasberg Theatre and Film Institute.
Po raz pierwszy trafiła na kinowy ekran jako gość hotelowy w komedii muzycznej Richarda Thorpe’a Zabawa w Acapulco (1963) z Elvisem Presleyem i Ursulą Andress w rolach głównych. Jej rola Ronnie Neary w przygodowym dramacie science fiction Stevena Spielberga Bliskie spotkania trzeciego stopnia (1977) była nominowana do Nagrody Saturn w kategorii najlepsza aktorka drugoplanowa. W 1978 zadebiutowała na scenie Wilbur Theatre w Bostonie w roli Billie Moore w przedstawieniu Broadway. 
Za kreację księżniczki w telewizyjnej adaptacji baśni Showtime Żabi król (Shelley Duvall’s Faerie Tale Theatre: The Tale of the Frog Prince, 1982) z Robinem Williamsem w tytułowej roli zdobyła nominację do nagrody CableACE. W sitcomie NBC Przyjaciele (1997–1998) pojawiła się jako Phoebe Abbott. W komediodramacie Ghost World (2001) zagrała postać Maxine, znienawidzonej przez główną bohaterkę (Thora Birch) kochankę jej ojca.
W grudniu 2006 Garr miała pęknięty tętniak mózgu. Tętniak pozostawił ją w śpiączce na tydzień, ale po terapii odzyskała mowę i zdolności motoryczne, a w 2008 wystąpiła w Late Show with David Letterman, promując komediodramat Czy to już miłość? (Expired, 2007), w którym obok Jasona Patrica zagrała bliźniaczki – matkę Claire Barney (Samantha Morton) i jej ciotkę Tilde.
Zmarła 29 października 2024 w swoim domu w Los Angeles w wieku 79 lat z powodu powikłań stwardnienia rozsianego.

## Filmografia

### Filmy
| Rok  | Tytuł                               | Rola                        | Reżyser                        |
| ---- | ----------------------------------- | --------------------------- | ------------------------------ |
| 1963 | Zabawa w Acapulco                   | gość hotelowy               | Richard Thorpe                 |
| 1964 | Kochający się kuzyni                | tancerka Hillbilly          | Gene Nelson                    |
| 1964 | Miłość w Las Vegas                  | tancerka                    | George Sidney                  |
| 1964 | Pięciu mężów pani Lizy              | tancerka w Shipboard Number | J. Lee Thompson                |
| 1964 | Wagabunda                           | studentka college’u         | John Rich                      |
| 1965 | Czerwona linia 7000                 | tancerka nocnego klubu      | Howard Hawks                   |
| 1965 | Szczęśliwa dziewczyna               | tancerka                    | Boris Sagal                    |
| 1967 | Piknik                              | tancerka                    | Arthur H. Nadel                |
| 1977 | Bitwa o whisky                      | Richard Quine               | młoda żona                     |
| 1974 | Rozmowa                             | Amy                         | Francis Ford Coppola           |
| 1974 | Młody Frankenstein                  | Inga                        | Mel Brooks                     |
| 1977 | O mój Boże!                         | Bobbie Landers              | Carl Reiner                    |
| 1977 | Bliskie spotkania trzeciego stopnia | Ronnie Neary                | Steven Spielberg               |
| 1979 | Czarny rumak                        | Pani Ramsey, matka Aleca    | Carroll Ballard                |
| 1982 | Ten od serca                        | Frannie                     | Francis Ford Coppola           |
| 1982 | Tootsie                             | Sandy Lester                | Sydney Pollack                 |
| 1983 | Żądło II                            | Veronica                    | Jeremy Kagan                   |
| 1985 | Po godzinach                        | Julie                       | Martin Scorsese                |
| 1988 | Pełnia księżyca nad Blue Water      | Louise Taylor               | Peter Masterson                |
| 1992 | Gracz                               | w roli samej siebie         | Robert Altman                  |
| 1994 | Głupi i głupszy                     | Helen Swanson               | Bobby Farrelly, Peter Farrelly |
| 1994 | Prêt-à-Porter                       | Louise Hamilton             | Robert Altman                  |
| 1998 | Kacper i Wendy                      | Fanny                       | Sean McNamara                  |
| 2001 | Ghost World                         | Maxine                      | Terry Zwigoff                  |
| 2007 | Błękitek                            | Suze                        | Scott Prendergast              |

### Seriale TV
- 1965: Doktor Kildare jako Naomi
- 1966: Batman jako dziewczyna poza lodowiskiem
- 1968: Star Trek jako Roberta Lincoln
- 1973–1978: M*A*S*H jako porucznik Suzanne Marquette
- 1974: Barnaby Jones jako Maria Thompson
- 1980–1985: Saturday Night Live w roli samej siebie
- 1987: Ulica Sezamkowa jako Amelia
- 1991: Opowieści z krypty jako Irene Paloma
- 1992: Życie jak sen jako Sandra McCadden
- 1993: Murphy Brown jako Teri Garr
- 1993–1998: Va banque (teleturniej) w roli samej siebie
- 1994: Duckman jako Vanessa Le Pert (głos)
- 1995: Frasier  jako Nancy
- 1996: Niegrzeczni panowie jako Carol
- 1997: Sabrina, nastoletnia czarownica jako czarownica Yenta
- 1997–1998: Przyjaciele jako Phoebe Abbott, Sr.
- 1999: Ostry dyżur jako Celinda Randlett
- 1999–2000: Batman przyszłości jako Mary McGinnis (głos)
- 2000: Bobby kontra wapniaki jako Laney (głos)
- 2001: Felicity jako dr Zwick
- 2002: Mad TV w roli samej siebie
- 2003: Co nowego u Scooby’ego? jako Sandy Gordon
- 2005: Prawo i porządek: sekcja specjalna jako Minerva Grahame-Bishop